# Federația Mondială a Inimii
Federația Mondială a Inimii (în engleză World Heart Federation; acronim WHF) este o organizație neguvernamentală cu sediul în Geneva, Elveția, înființată în 1978. WHF este recunoscută de Organizația Mondială a Sănătății ca partener principal al ONG-ului în prevenirea bolilor cardiovasculare.